# 邢台专区
邢台专区，中华人民共和国河北省已撤消的专区，在今河北省南部。
1949年置，专员公署驻邢台镇（今邢台市），辖邢台、沙河、临城、内丘、柏乡、隆尧（由隆平、尧山2县合并设置）、任县、南和、宁晋、南宫、巨鹿、新河、广宗、平乡、威县15县及邢台镇。
1952年，衡水专区的清河县划入本区。1953年，撤销邢台镇，设邢台市，专署驻邢台市。1958年，撤销邢台市并入邢台县；撤销邢台专区，宁晋、新河2县划归石家庄专区，邢台、任县、巨鹿、威县、内丘、隆尧、南宫、沙河、南和、广宗、柏乡、临城、清河、平乡14县划归邯郸专区。
1961年，恢复邢台专区，原属邯郸市的邢台、内丘、巨鹿、南宫4县和原属石家庄市的宁晋县划归邢台专区。恢复1958年邯郸专区撤销的沙河、隆尧、任县、广宗、清河、威县6县。邢台专区辖1市、11县。
1962年，恢复临城、柏乡、南和、新河、平乡5县。1965年，将山东省临清县划归河北省的部分新设临西县。至此，邢台专区辖邢台市及邢台、临城、柏乡、内丘、宁晋、新河、隆尧、清河、临西、威县、南宫、广宗、巨鹿、平乡、任县、南和、沙河17县。
1968年，撤销邢台专区，改置邢台地区。

## 邢台地区
邢台地区辖原邢台专区的邢台市、邢台县、沙河县、临城县、内丘县、柏乡县、隆尧县、任县、南和县、宁晋县、南宫县、巨鹿县、新河县、广宗县、平乡县、威县、清河县、临西县，共1市、17县。
1983年11月15日，邢台市升为省辖市。
1986年3月5日，撤销南宫县，设立南宫市（县级）。
1986年4月5日，邢台县划归邢台市管辖。
1987年2月20日，撤销沙河县，设立沙河市（县级）。
1993年6月19日，撤销邢台地区，实行地、市合并。将临城、内丘、柏乡、隆尧、任县、南和、宁晋、巨鹿、新河、广宗、平乡、威县、清河、临西14县划归邢台市管辖，沙河、南宫2个县级市由省直辖，邢台市代管。